# ハームーン湖

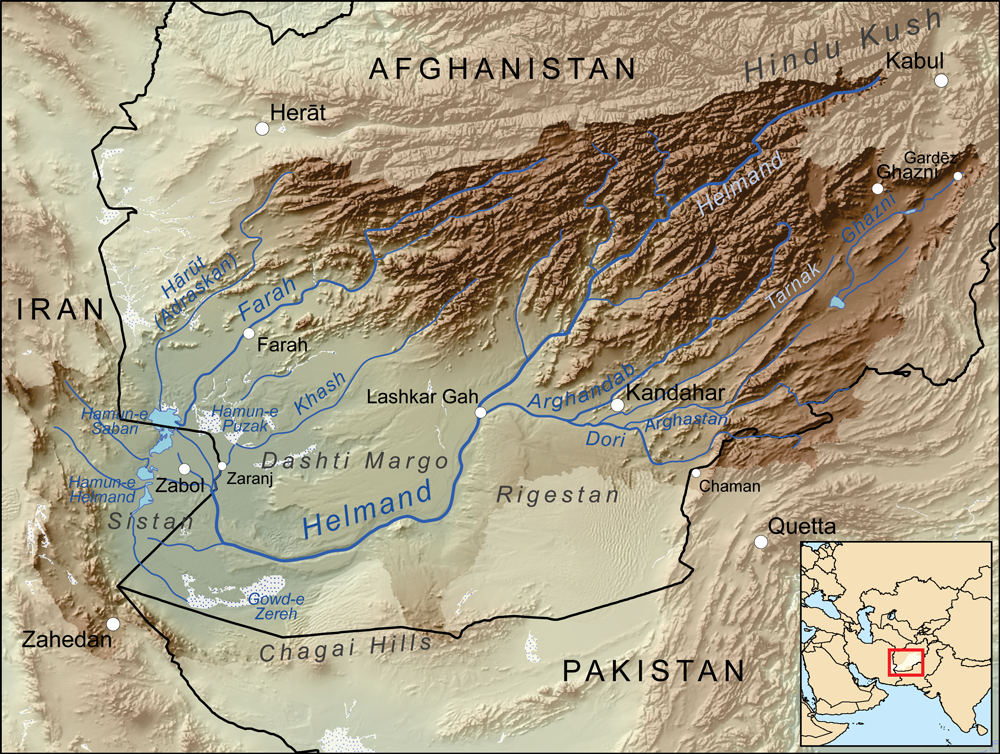
シスタン盆地でヘルマンド川などが潤すハームーン湖の図

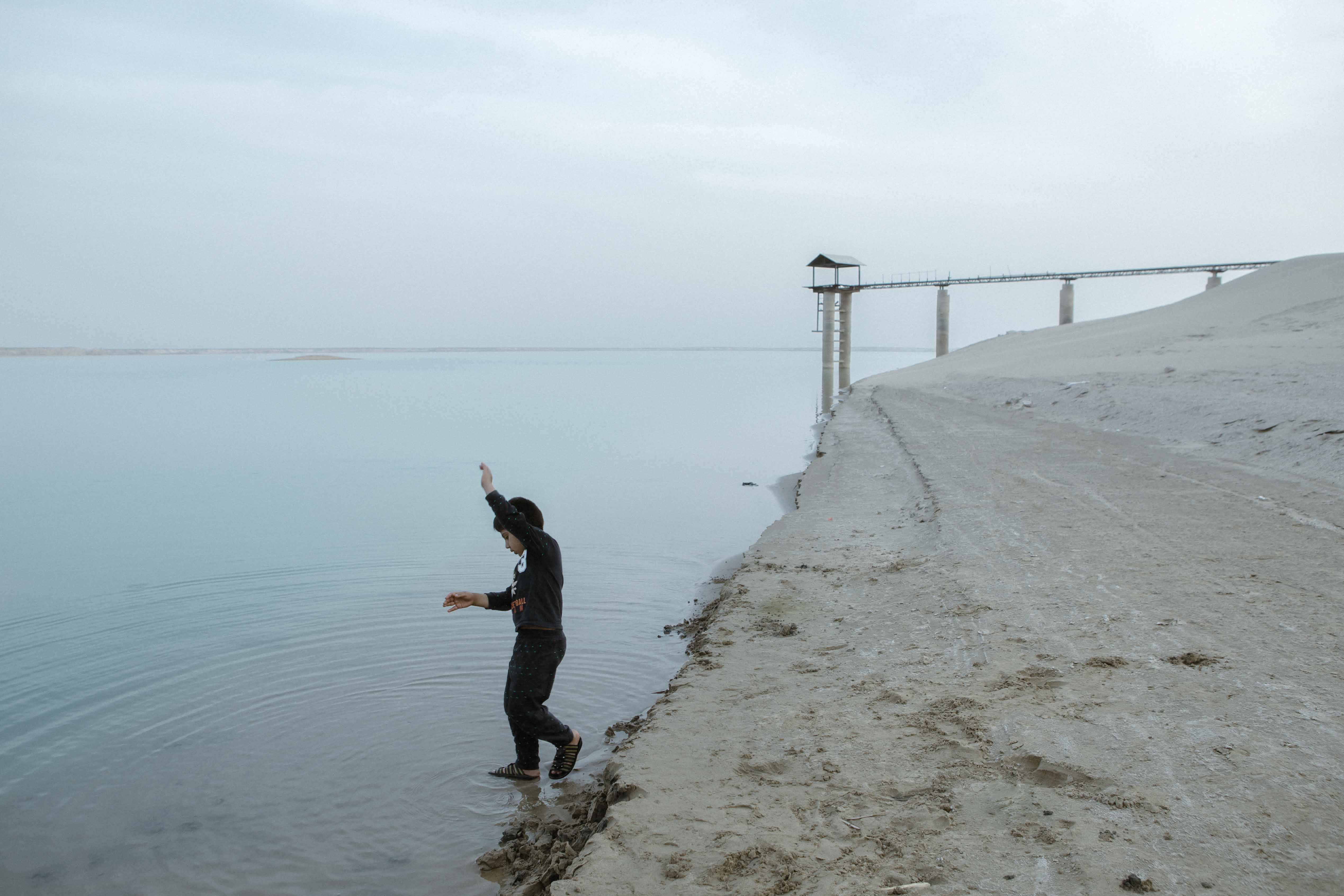
ハームーン湖でわずかに残るチャーメー（Chah Nimeh）貯水池で釣りをする子供

ハームーン湖（ハームーンこ、ペルシア語: دریاچههامون）は、イラン・アフガニスタン国境にあるシスタン盆地の湖に、または最近の乾燥で湿地に適用される用語である。
ハームーン湖は、イラン南東部の砂漠と、アフガニスタンとパキスタンの隣接地域で春に近くの山で雪解けの産物として生まれる、通常は季節的な浅い湖を指す。ハームーン湖という用語は、ハムーンエヘルマンド（全体がイラン）だけでなく、アフガニスタンの領土に広がる浅い湖のハームーンエサバリ（Hāmūn-e Sabari）とハームーンエプザックにも同様に適用され、後者はほぼ完全にアフガニスタン国内にある。湖の周辺にはフワジェ山やシャフレ・ソフテ遺跡など文化的価値が高いはある。
ハームーン湖は、多くの季節的な水流から水を供給されている。主な水流はアフガニスタンのヒンドゥークシュ山脈に源を発するヘルマンド川で、年中水流がある。現代でも、農業灌漑用のダムが存在する前は、春の洪水ははるかに大きな湖を生み出していた。
湖と周辺の湿地にはアカザ科、イネ科の植物、藻類、昆虫、魚類、シマハイエナ、カラカル、サバクオオトカゲ、ニシハイイロペリカンの生息地で、渡り鳥の渡来地である。1975年、イラン領内のハームーン湖、ハームーンエサバリとハームーンエプザックはラムサール条約登録地となった。2016年にユネスコの生物圏保護区にも登録された。

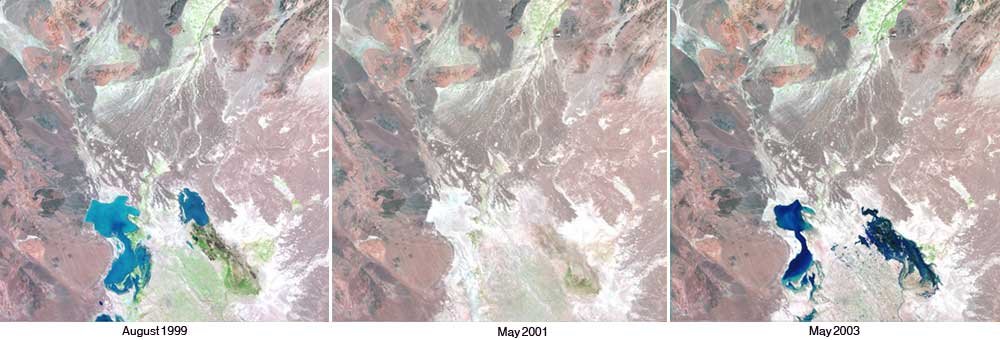
ランドサット地球観測衛星によるはハームーン湖の写真

## 参照項目
- スィースターン・バルーチェスターン州
- ニームルーズ州
- シスタン盆地